# 尼尔久洛伊
尼尔久洛伊，是匈牙利索博尔奇-索特马尔-贝拉格州所辖的一个村。总面积35.76平方公里，总人口2002，人口密度56.0人/平方公里（2011年1月1日）。